# Szara piechota
Szara piechota – polska pieśń wojskowa powstała w środowisku Legionów Polskich podczas I wojny światowej.

## Historia
Powstała podczas I wojny światowej około 1918 roku w szeregach Legionów Polskich. Najprawdopodobniej jej podstawą była pieśń pt. Ułani, ułani, autorstwa Bolesława Lubicz-Zahorskiego. Za autora pieśni Szara piechota został uznany ppłk Leon Łuskino.
Początkowo pieśń zaczynała się od słów. Nie nosim wyłogów i szary nasz strój. Ро raz pierwszy opublikowano tę pieśń w Ostrowie w Wojskowym śpiewniku żołnierza polskiego (1930).
Melodia wykorzystana w pieśni jest podobna do rumuńskiej piosenki Treceți batalioane române Carpații (pol.  Rumuńskie bataliony przekroczyły Karpaty).

## Tekst
Nie noszą lampasów, lecz szary ich strój,

Nie noszą ni srebra, ni złota,

Lecz w pierwszym szeregu podąża na bój,

Piechota, ta szara piechota.

Maszerują strzelcy, maszerują,

Karabiny błyszczą, szary strój,

a przed nimi drzewce salutują,

Bo za naszą Polskę idą w bój!

I idą, a w słońcu kołysze się stal,

Dziewczęta zerkają zza płota,

A oczy ich dumne utkwione są w dal,

Piechota, ta szara piechota.

Maszerują strzelcy, maszerują,

Karabiny błyszczą, szary strój,

a przed nimi drzewce salutują,

Bo za naszą Polskę idą w bój!

Nie grają im surmy, nie huczy im róg,

A śmierć im pod stopy się miota,

Lecz w pierwszym szeregu podąża na bój,

Piechota, ta szara piechota.

Maszerują strzelcy, maszerują,

Karabiny błyszczą, szary strój,

a przed nimi drzewce salutują,

Bo za naszą Polskę idą w bój!

## Wykonania
Od 2009 roku hybrydowa aranżacja utworu znajduje się w repertuarze Koncertu Niepodległości i była prezentowana podczas edycji w Polsce, na Litwie i Łotwie, w Kanadzie i w Australii, a także w Bazie NATO w Ādaži na Łotwie, gdzie wykonano ją dla żołnierzy 9 narodowości. Pieśń podczas Koncertu dla Niepodległej 10 listopada 2018 na Stadionie Narodowym w Warszawie dla 37-tysięcznej publiczności wykonał zespół Mała Armia Janosika.